# Het hondenparadijs
Het hondenparadijs is het zesenvijftigste stripverhaal uit de reeks van Suske en Wiske. Het is geschreven en grotendeels getekend door Willy Vandersteen. Het werd gepubliceerd in De Standaard en Het Nieuwsblad van 26 oktober 1961 tot en met 6 maart 1962. 
De eerste albumuitgave was in 1962, in de Vlaamse tweekleurenreeks met nummer 45. In 1969 verscheen het verhaal in de Vierkleurenreeks met albumnummer 98.

## Locaties
- Vlaanderen, het "hondenparadijs"

## Personages
- Suske, Wiske met Schanulleke, tante Sidonia, Lambik, Jerom, mannen met houten maskers, Tobias, Dolly, schoothondje, dierenarts, nachtwaker/stroper

## Het verhaal
Op de terugweg van een voorstelling van Pats' Poppenspel rijdt Lambik een straathond aan. Het dier wordt tegen zijn zin door Suske en Wise meegenomen naar tante Sidonia.  Wiske noemt het hondje Tobias. Lambik ziet twee mannen rond het huis van tante Sidonia lopen, en er wordt een briefje naar binnen gegooid. Tante Sidonia is intussen erg zenuwachtig, en ze krijgt helemaal een inzinking als ze op de radio berichten over de atoombom hoort.
Tante Sidonia loopt een hersenschudding op doordat ze struikelt over een kat die door Tobias achterna gezeten werd, waarna Lambik en Jerom bij haar in huis blijven. Het hondje moet de deur uit, maar Wiske verstopt hem in haar kamer. ’s Nachts komen er twee mannen met houten maskers in het huis, en Tobias krijgt de schuld van de troep. Hij verlaat het huis als hij ziet dat Wiske op haar kop krijgt en de vrienden in slaap worden gebracht met gas. Tobias ziet hoe tante Sidonia door de mannen met de houten maskers uit het huis wordt gehaald.
Lambik en Jerom achtervolgen de auto waarin Sidonia is ontvoerd. Ze komen Tobias tegen en hun auto raakt van de weg. Lambik vraagt een nachtwaker/stroper op een bouwterrein om af te rekenen met de hond. Wiske redt hem, maar Tobias denkt dat zij op hem heeft geschoten en gaat weg. Tobias ontmoet een schoothondje, zij wil naar de Hondenhemel omdat ze ziek is door al het eten dat ze heeft gekregen. Eén keer per week komt er een sprookjeswagen om de ongelukkige honden naar het Hondenparadijs te brengen, en die nacht kunnen de honden spreken. Van het schoothondje hoort Tobias dat Wiske niet degene was die op hem schoot. Tobias komt bij Verkoopzaal K&K, waar tante Sidonia bij mannen met houten maskers is.
Tobias wordt dronken en belt ’s nachts Wiske, hij wil naar het Hondenparadijs vertrekken. Hij springt uit het raam en raakt gewond. Wiske gaat snel naar hem toe, maar valt in het water. Tobias redt Wiske uit het water, en ziet de sprookjeswagen met het schoothondje vertrekken. Wiske brengt Tobias naar een dierenarts en de vrienden besluiten zelf een hondenparadijsje voor Tobias te maken. De houten maskers vertellen dat 5.X.17 zich op het veldje achter het ziekenhuis bevindt, de plek waar de vrienden het paradijs willen maken. De vrienden horen de gemaskerde mannen daar praten over 5.X.17. Tobias is dolgelukkig met zijn eigen plekje vol vuilnisbakken, straatlantaarns en brievenbussen om tegen te plassen. Lambik praat in de kroeg voluit over Tobias de sprekende hond, en het verhaal komt in de krant.
Tante Sidonia hoort dat de houten maskers de hond willen doodmaken, en ze belt Wiske om haar te waarschuwen. Suske, Wiske en Jerom gaan op weg naar Tobias, maar worden gevolgd door de mannen met de houten maskers. Als ze in het paradijsje aankomen, is Tobias nergens te vinden. Lambik heeft zich verstopt in de kofferbak en komt met de mannen met de houten maskers in hun schuilplaats terecht. Hij vindt tante Sidonia, maar ze wil niet zeggen wat er aan de hand is. Lambik krijgt een pistool in handen en wil weten wie de mannen zijn. Ze vertellen dat ze Russische en Amerikaanse ruimtevaartdeskundigen zijn. Er is een satelliet uit de ruimte gevallen, die door kosmische invloeden explosief is geworden. De satelliet ligt op het terrein achter het ziekenhuis en de mannen met de maskers willen het ding ontmantelen voordat het ontploft. Deze satelliet is 5.X.17 waar ze eerder over praatten.
De satelliet ligt dus bij het hondenparadijs en Tobias zit er op samen met hondje Dolly. De mannen zien het en zijn bang dat de satelliet zal ontploffen, en ze schieten Dolly neer. Tobias sleept Dolly naar de plaats waar de sprookjeswagen zal vertrekken. Wiske komt vragen of Tobias de ontsteking onklaar wil maken en Dolly kruipt alleen verder richting de sprookjeswagen, ze wil dat Tobias de mensen helpt. Iedereen is het hondje dankbaar, maar Tobias mist Dolly en gaat weg. De satelliet wordt ontmanteld en de mannen vertrekken nadat ze tante Sidonia hebben bedankt voor haar hulp. Suske en Wiske willen het hondenparadijs afbreken, maar zien dan Tobias samen met Dolly knuffelen. De honden kunnen niet meer praten, en Suske en Wiske gaan blij naar huis alhoewel ze niet snappen wat er is gebeurd. Dolly vertelt Tobias dat ze genezen is van de schotwond op het moment dat ze in de sprookjeswagen sprong. Ze is niet met de wagen meegegaan, omdat ze in het paradijsje van Tobias wilde blijven.

## Achtergronden bij het verhaal
- In dit verhaal maakte het hondje Tobias zijn debuut.
- Tobias noemt K&K in een dronken bui "Kroutnedy" en "Kennetjev". Dit staat voor Nikita Chroesjtsjov/Kroetsjov (partijleider van de Communistische partij in de USSR van 7 september 1953 tot 14 oktober 1964) en John F. Kennedy (President van de Verenigde Staten van 1961 tot 1963).

## Uitgaven

### Vertalingen
Het album is ook in het Drents vertaald (door Martin Koster). In samenwerking met het Nieuwsblad van het Noorden werd het uitgegeven als Het hondenparadies.